# Station Hermeton-sur-Meuse
Station Hermeton-sur-Meuse is een voormalig spoorwegstation langs spoorlijn 154 (Namen - Givet (F)) in Hermeton-sur-Meuse een deelgemeente van de gemeente Hastière.
Hier begon ook de spoorlijn 156 naar Mariembourg en Anor (Frankrijk), die tussen Hermeton en Mariembourg in 1978 werd opgebroken. Op dit deel is nadien een fietspad aangelegd.

## Aantal instappende reizigers
De grafiek en tabel geven het gemiddeld aantal instappende reizigers weer op een week-, zater- en zondag.
| Tabel: aantal instappende reizigers station Hermeton-sur-Meuse | Tabel: aantal instappende reizigers station Hermeton-sur-Meuse | Tabel: aantal instappende reizigers station Hermeton-sur-Meuse | Tabel: aantal instappende reizigers station Hermeton-sur-Meuse |
|                                                                | Weekdag                                                        | Zaterdag                                                       | Zondag                                                         |
| -------------------------------------------------------------- | -------------------------------------------------------------- | -------------------------------------------------------------- | -------------------------------------------------------------- |
| 1977                                                           | 42                                                             | 15                                                             | 21                                                             |
| 1978                                                           | 46                                                             | 21                                                             | 17                                                             |
| 1979                                                           | 73                                                             | 28                                                             | 17                                                             |
| 1980                                                           | 50                                                             | 15                                                             | 17                                                             |
| 1981                                                           | 43                                                             | 27                                                             | 29                                                             |
| 1982                                                           | 65                                                             | 16                                                             | 34                                                             |
| 1983                                                           | 54                                                             | 12                                                             | 19                                                             |

0,0: Namen ·
3,0: Jambes ·
4,8: Velaine ·
7,6: Dave-Nord ·
10,8: Tailfer ·
12,8: Profondeville ·
14,0: Lustin ·
17,0: Godinne ·
20,1: Yvoir ·
21,8: Houx ·
25,8: Bouvignes-sur-Meuse ·
28,0: Dinant ·
29,5: Neffe ·
36,4: Waulsort ·
36,4: Waulsort-Dorp ·
41,8: Hastière ·
44,2: Hermeton-sur-Meuse ·
46,1: Heer-Agimont
1,3: Momignies ·
3,4: Macon ·
6,3: Séloignes-Monceau ·
7,6: Villers-la-Tour ·
11,3: Chimay ·
15,2: Virelles ·
18,3: Lompret ·
20,5: Aublain ·
25,1: Boussu-en-Fagne ·
28,2: Mariembourg ·
32,5: Fagnolle-Roly ·
37,3: Matagne-la-Grande ·
38,9: Matagne-la-Petite ·
42,8: Romerée ·
45,4: Gimnée ·
47,3: Doische ·
51,1: Agimont-Dorp ·
56,3: Hermeton-sur-Meuse ·
58,9: Hastière